# Jordan Nwora
Jordan Ifeanyi Nwora (New York, 9 de setembro de 1998) é um jogador nigeriano de basquete que atualmente joga pelo Toronto Raptors da National Basketball Association (NBA).
Ele jogou basquete universitário na Universidade de Louisville e foi selecionado pelo Milwaukee Bucks como a 45ª escolha geral no draft da NBA de 2020.
Ele joga internacionalmente pela Seleção Nigeriana.

## Carreira no ensino médio
Nwora nasceu em 9 de setembro de 1998, em Buffalo, Nova York, filho de pai nigeriano e mãe americana. Seu pai, Alexander Nwora, um técnico de basquete, ajudou Jordan a desenvolver suas habilidades no basquete.
Nwora começou a jogar basquete na Amherst Central High School na temporada de 2013-14, antes de se transferir para a Park School of Buffalo por duas temporadas.
Na The Park School, ele acertou 42% na faixa de três pontos, levando a sua equipe ao título da Classe B da Federação do Estado de Nova York com médias de 21,5 pontos, 6,5 rebotes, 2,4 roubos de bola e 1,4 assistências. Em sua segunda temporada na The Park School, ele aumentou todas as médias, obtendo 23,4 pontos, 10,1 rebotes, 2,3 roubos de bola e 1,8 assistências. Nas suas duas última temporadas, ele foi selecionado para a Primeira Equipe All-Centercourt.
Nwora prolongou sua carreira no ensino médio por mais uma temporada, onde marcou mais de 500 pontos na Vermont Academy e teve médias de 18,7 pontos e 5,3 rebotes na temporada de 2016-17.

## Carreira universitária
Nwora ingressou na Universidade de Louisville em 2018. Em sua temporada de calouro, ele teve médias de 5,7 pontos, 2,2 rebotes e 0,4 assistências.
Durante sua segunda temporada, Nwora se tornou titular permanente do time. Ele teve médias de 17,0 pontos, 7,6 rebotes e 1,3 assistências, terminando em segundo na votação de Jogador que Mais Evoluiu na NCAA e sendo nomeado o Jogador que Mais Evoluiu na ACC.
Em 29 de janeiro de 2020, Nwora registrou 37 pontos, o recorde de sua carreira, e nove rebotes na vitória por 86-69 contra Boston College. No final da temporada regular, ele foi nomeado para a Primeira-Equipe da ACC. Em seu terceiro ano, ele teve médias de 18 pontos e 7,7 rebotes. Após a temporada, ele se declarou para o draft da NBA de 2020.

## Carreira profissional

### Milwaukee Bucks (2020–2023)
Nwora foi selecionado pelo Milwaukee Bucks como a 45ª escolha geral no draft da NBA de 2020. Em 24 de novembro de 2020, os Bucks anunciaram que havia assinado um contrato de 2 anos US$2.4 milhões com Nwora. Ele foi designado para o Salt Lake City Stars para o início da temporada da G-League, fazendo sua estreia em 10 de fevereiro de 2021. Em 13 de fevereiro de 2021, ele foi chamado de volta do Salt Lake City Stars por causa de uma lesão no tornozelo. Nwora fez parte da equipe dos Bucks que venceu as finais da NBA de 2021.
Em 18 de dezembro de 2021, Nwora registrou 28 pontos, o recorde da temporada, e 11 rebotes em uma derrota por 90-119 para o Cleveland Cavaliers.

### Indiana Pacers (2023–2024)
Em 9 de fevereiro de 2023, Nwora foi negociado, junto com George Hill e Serge Ibaka, com o Indiana Pacers em uma troca de quatro times que também envolveu o Brooklyn Nets e o Phoenix Suns.
Ele fez sua estreia pelos Pacers em 13 de fevereiro, registrando 7 pontos, 3 rebotes e 2 roubos de bola em uma derrota por 123-117 para o Utah Jazz. Em 25 de fevereiro, Nwora registrou 18 pontos, 8 rebotes e 6 assistências em uma vitória sobre o Orlando Magic. Em 13 de março contra o Detroit Pistons, ele registrou 20 pontos, quatro rebotes e duas roubadas de bola. Em 25 de março contra o Atlanta Hawks, Nwora registrou 33 pontos, o recorde da temporada dos Pacers, e adicionou seis rebotes durante uma derrota. Ele marcou 25 de seus 33 pontos no segundo quarto, estabelecendo o recorde de mais pontos em um quarto da temporada regular dos Pacers desde o início do acompanhamento na temporada de 1996-97.

### Toronto Raptors (2024–Presente)
Em 17 de janeiro de 2024, os Pacers negociaram Nwora, juntamente com Bruce Brown, Kira Lewis Jr. e três escolhas de primeira rodada do draft, para o Toronto Raptors em troca de Pascal Siakam.

## Carreira na seleção
Nwora foi convocado para fazer parte da Seleção Nigeriana nas eliminatórias para a Copa do Mundo de 2019 entre 28 e 30 de junho de 2018, por seu pai, Alexander Nwora, que é o técnico principal do time. No torneio, ele teve médias de 21,7 pontos, 8 rebotes e 2,7 assistências. Nesse torneio, ele marcou 36 pontos contra Mali e foi o jogador com a maior pontuação da Nigéria na história, quebrando o recorde de Ike Diogu de 31 pontos.
Nwora marcou 33 pontos em uma derrota para a Alemanha na rodada preliminar das Olimpíadas de 2020 em Tóquio. Ele liderou a Nigéria em pontuação no torneio com média de 21 pontos.

## Estatísticas da carreira

### NBA

#### Temporada regular
| Ano      | Equipe    | PJ  | PT | MPJ  | AP   | 3P   | LL   | RT  | AS  | BR | TO | PPJ  |
| -------- | --------- | --- | -- | ---- | ---- | ---- | ---- | --- | --- | -- | -- | ---- |
| 2020–21  | Milwaukee | 30  | 2  | 9.1  | .459 | .452 | .760 | 2.0 | .2  | .5 | .2 | 5.7  |
| 2021–22  | Milwaukee | 62  | 13 | 19.1 | .403 | .348 | .837 | 3.6 | 1.0 | .4 | .3 | 7.9  |
| 2022–23  | Milwaukee | 38  | 3  | 15.7 | .386 | .392 | .860 | 3.1 | 1.0 | .3 | .2 | 6.0  |
| 2022–23  | Indiana   | 24  | 11 | 24.6 | .476 | .422 | .721 | 4.7 | 2.1 | .5 | .3 | 13.0 |
| 2023–24  | Indiana   | 18  | 0  | 10.1 | .451 | .306 | .818 | 1.8 | 1.0 | .3 | .1 | 5.2  |
| 2023–24  | Toronto   | 34  | 1  | 15.6 | .465 | .347 | .833 | 3.4 | 1.3 | .6 | .4 | 7.9  |
| Carreira | Carreira  | 206 | 30 | 15.6 | .440 | .377 | .804 | 3.0 | 1.1 | .4 | .2 | 7.6  |

#### Playoffs
| Ano      | Equipe    | PJ | PT | MPJ | AP   | 3P   | LL   | RT  | AS | BR | TO | PPJ |
| -------- | --------- | -- | -- | --- | ---- | ---- | ---- | --- | -- | -- | -- | --- |
| 2021     | Milwaukee | 5  | 0  | 6.2 | .222 | .250 | .714 | 1.8 | .2 | .0 | .2 | 3.0 |
| 2022     | Milwaukee | 8  | 0  | 2.5 | .222 | .000 | .000 | .4  | .3 | .0 | .0 | .5  |
| Carreira | Carreira  | 13 | 0  | 4.3 | .222 | .125 | .357 | 1.1 | .2 | .0 | .1 | 1.7 |

### Universidade
| Ano      | Equipe     | PJ | PT | MPJ  | AP   | 3P   | LL   | RT  | AS  | BR | TO | PPJ  |
| -------- | ---------- | -- | -- | ---- | ---- | ---- | ---- | --- | --- | -- | -- | ---- |
| 2017–18  | Louisville | 28 | 0  | 12.0 | .464 | .439 | .769 | 2.2 | .4  | .6 | .1 | 5.7  |
| 2018–19  | Louisville | 34 | 29 | 31.9 | .446 | .374 | .765 | 7.6 | 1.3 | .9 | .4 | 17.0 |
| 2019–20  | Louisville | 31 | 30 | 33.1 | .440 | .402 | .813 | 7.7 | 1.3 | .7 | .3 | 18.0 |
| Carreira | Carreira   | 93 | 59 | 25.6 | .450 | .404 | .782 | 5.8 | 1.0 | .7 | .2 | 13.5 |

Fonte:

## Vida pessoal
Jordan Nwora é o primeiro filho de Amy Nwora e Alexander Nwora, o treinador principal do Erie Community College e da Seleção Nigeriana. Seus três irmãos (Ronni, Caeli e Alexis) também se interessam por basquete, sua irmã Ronni Nwora jogou em Georgia Tech.
Durante as eliminatórias para a Copa do Mundo de 2019 em Lagos, Jordan e seu pai, Alexander, se tornaram o primeiro filho e pai a representar a seleção nigeriana ao mesmo tempo.